# Eugenia Todorașcu
Eugenia Todorașcu (n. 11 septembrie 1936, Hlinaia, URSS – d. 20 iunie 2010, Chișinău, Republica Moldova) a fost o actriță sovietică și moldoveancă, Artistă a Poporului din RSS Moldovenească (1975) și Laureată al Premiului de Stat al RSSM. S-a filmat în peste 30 de pelicule.

## Biografie
S-a născut în satul Hlinaia din raionul Slobozia, RASS Moldovenească, URSS (actualmente în Transnistria, Republica Moldova). În 1960 a absolvit Școala de Teatru „B. V. Șciukin” din Moscova.
Între anii 1960-1987 a fost actrița teatrului „Luceafărul”, în 1987-1993 a jucat pe scena Teatrului Dramatic Rus „A. P. Cehov” din Chișinău, iar în 1993-2003, a fost actriță a Teatrului Național „Mihai Eminescu”. În ultimii ani, a jucat pe scena Teatrului dramatic municipal „Pe strada Trandafirilor”. În cinematografie a debutat în 1965, în filmul „Ultima lună de Toamnă”.
În 1996 a fost distinsă cu Ordinul „Gloria Muncii”, iar în 2009 a fost distinsă cu Ordinul Republicii.
A murit pe 20 iunie 2010, fiind înmormântată la Cimitirul Central din Chișinău.